# 王树东 (1950年)
王树东，男，1950年5月出生，黑龙江逊克人，中共党员，国家林业和草原局竹子研究中心研究员，毕业于东北林业大学林学专业，曾任国家林业局竹子研究开发中心主任兼党委书记、《竹子研究汇刊》主编、国际南南合作网常务理事、中国竹产业协会常务理事。1976年，被分配到中国农林科学院工作。1984年起历任中国农林科学院行政处、保卫处副处长、处长，中国农林科学院科技开发公司总经理兼党支部书记等职。1996年3月至2012年1月，任国家林业局竹子研究开发中心主任、党委书记，期间主持竹子中心筹建和建设工作，并建成中竹大厦。